# Helmut Kortmann
Helmut Kortmann (* 9. Juli 1947) ist ein deutscher Mediziner. Er war Professor an der Ludwig-Maximilians-Universität in München.

## Werdegang
Kortmann studierte Humanmedizin an den Universitäten Freiburg und München. Unmittelbar nach dem Staatsexamen promovierte er zum Dr. med. im Institut für Klinische Chemie der Universität München. Die Ausbildung zum Chirurgen und Gefäßchirurgen erhielt er in der Chirurgischen Klinik der Ludwig-Maximilians-Universität München. Ein Stipendium der Bayerischen Chirurgenvereinigung ermöglichte ihm 1987 sechs der bekanntesten gefäßchirurgischen Zentren in den USA als "Visiting Surgeon" zu besuchen. 1987 erfolgte die Ernennung zum Universitätsprofessor auf Lebenszeit an der Ludwig-Maximilians-Universität München. Von 1988 bis 2017 war er leitender Arzt der Abteilung für Thorax- und Gefäßchirurgie im Allgemeinen Krankenhaus Hamburg-Altona (2005 von der Asklepios Gruppe Hamburg übernommen).

## Publikationen
- Kirschnersche allgemeine und spezielle Operationslehre: Gefäßchirurgie (Springer-Verlag 1987)
- Gefäßchirurgie (Urban & Fischer 2001)
- Kompaktwissen Gefäßchirurgie (Springer-Verlag 2011)
- Hamburger Ärzteblatt (03/2012)
- Techniken der offenen Gefäßchirurgie (Springer-Verlag 2014)
- Dissertation: Polyvalente Proteaseninhibitoren in Seeanemonen (Hoppe-Seyler's Zeitschrift für Physiologische Chemie 1972)